# Макинрой, Патрик
Патрик Макинро́й (англ. Patrick McEnroe; р. 1 июля 1966, Манхассет, штат Нью-Йорк) — американский профессиональный теннисист, теннисный тренер и спортивный комментатор, младший брат Джона Макинроя.
- Победитель Открытого чемпионата Франции в мужском парном разряде и турнира Мастерс в мужском парном разряде 1989 года
- В общей сложности победитель 1 профессионального турнира в одиночном и 16 в мужском парном разряде
- Победитель командного Кубка мира 1993 года в составе сборной США
- Чемпион Панамериканских игр 1987 года в парном разряде
- Как тренер — обладатель Кубка Дэвиса 2007 года со сборной США

## Игровая карьера
В 17 лет, в 1983 году, Патрик Макинрой дошёл до финала национального первенства США среди юношей, уступив в итоге Рику Личу. На следующий год он стал победителем чемпионата США среди юношей на травяных кортах и Открытого чемпионата Франции среди юношей в паре с Люком Дженсеном. В этом же году он завоевал свой первый титул в профессиональном турнире, победив в Ричмонде в паре со старшим братом Джоном. С 1985 по 1988 год он учился в Стэнфордском университете и дважды за эти годы выигрывал с университетской командой студенческий (NCAA) чемпионат Северной Америки. В течение всех трёх лет учёбы он включался в символическую любительскую сборную США. Также во время учёбы он завоевал в паре с Дженсеном золотые медали Панамериканских игр 1987 года, а в паре с Джимом Граббом выиграл в этом же году свой второй профессиональный турнир, поднявшись за год в рейтинге теннисистов, выступающих в парном разряде, на 150 мест до середины первой сотни. В 1988 году он дошёл до финала Открытого чемпионата США в смешанном парном разряде с австралийкой Элизабет Смайли. Американско-австралийская пара была посеяна третьей и в финале проиграла второй паре турнира — Яне Новотной и Джиму Пью. Этот сезон Макинрой-младший закончил в числе 30 лучших теннисистов мира в парном разряде. Попытка составить пару с Джоном на турнире в Париже оказалась неудачной, кроме того, из-за его репутации лучшего парного игрока в мире выступления с ним в паре обрекали бы Патрика автоматически на вторые роли.
В следующие два года Патрик Макинрой продолжал успешное сотрудничество с Граббом, пиком которого стали победы в 1989 году в Открытом чемпионате Франции и турнире Мастерс — итоговом турнире года, где они одержали победы во всех пяти матчах, в том числе против сильнейших пар мира — Рика Лича и Джима Пью в группе и Андерса Яррида и Джона Фицджеральда в финале. Всего вместе они побывали за два года в семи финалах и выиграли три из них, а сам Макинрой несколько раз входил в десятку сильнейших теннисистов мира в парном разряде. В это же время Макинрой, неудовлетворённый своим имиджем чисто парного игрока, начал уделять больше внимания одиночным соревнованиям. Он начал с турниров класса ATP Challenger, за последние месяцы 1989 года поднявшись с 450-го места в одиночном рейтинге до 360-го, а весной следующего сезона в турнирах основного тура ATP на Дальнем Востоке несколько раз дошёл до четвертьфинала (дважды проиграв на этом уровне только из-за спорных решений рефери) и достиг к началу грунтового сезона 145-го места в рейтинге. Накануне Уимблдона он вышел в полуфинал на травяном турнире в Нидерландах, показав свой лучший результат в одиночном разряде за всю карьеру до этого момента, и к началу Уимблдона занимал в одиночном рейтинге уже 136-е место, однако в первом же круге квалификации проиграл мексиканцу Фоансиско Масьелю.
В первом же своём турнире Большого шлема после расставания с Граббом — на Открытом чемпионате Австралии 1991 года, где его партнёром был Дэвид Уитон, — Патрик Макинрой дошёл до финала. Значительного успеха он добился и в одиночном разряде, где, занимая в рейтинге 114-ю строчку, вышел в полуфинал после побед над тремя соперниками более высокого ранга, включая 18-ю ракетку мира Джея Бергера. В полуфинале он проиграл будущему чемпиону Борису Беккеру. В интервью прессе после выхода в полуфинал он пошутил, что состав полуфиналистов «именно такой, как все и ожидали — Эдберг, Лендл, Макинрой и Беккер». В дальнейшем в этом сезоне он ещё дважды выходил со швейцарцем Якобом Хласеком в финал турниров АТР в парном разряде (одна победа), а в феврале в Чикаго впервые сумел сделать это в одиночном и закончил год в числе 50 лучших игроков мира.
В следующие три года, хотя Патрик и не добивался уже громких успехов в турнирах Большого шлема, он выступал уверенно и ровно, в основном в паре с американцами Джонатаном Старком и Джаредом Палмером, дважды одержав за это время победы над лучшими парами мира (над Граббом и Ричи Ренебергом в Сиднее в 1992 году и над Патриком Гэлбрайтом и Грантом Коннеллом в 1994 году). 1992 год он окончил в десятке сильнейших игроков мира в парном разряде, а по ходу 1993 года поднимался до третьего места в рейтинге. В это время он был впервые приглашён в сборную США, за которую провёл с 1993 по 1996 год четыре матча в Кубке Дэвиса, одержав в парных играх три победы и потерпев одно поражение. В 1993 году в составе сборной США он также завоевал командный Кубок мира, принеся команде в паре с Ричи Ренебергом четыре победы в четырёх играх.
В 1994 году, под занавес карьеры, уже имея на своём счету почти 30 финалов в парах, Патрик Макинрой стал добиваться хороших результатов и в одиночном разряде. Он дважды за год выходил в финал турниров АТР, а в начале 1995 года в Сиднее, где его соперником в финале был австралиец Ричард Фромберг, завоевал свой первый и единственный титул АТР в одиночном разряде. После этого он обыграл на Открытом чемпионате Австралии Бориса Беккера — на тот момент третью ракетку мира, — и вышел в четвёртый круг, а на Открытом чемпионате США дошёл до четвертьфинала, где снова встретился с Беккером, на этот раз сумевшим взять реванш. К сентябрю 1995 года Макинрой поднялся в рейтинге в одиночном разряде до 28-го места.
Свой последний титул Патрик Макинрой завоевал в октябре 1995 года в Куала-Лумпуре, а последний финал сыграл в начале следующего года в Сиднее. Свою последнюю профессиональную игру он провёл весной в матче Кубка Дэвиса против сборной Чехии.

## Положение в рейтинге в конце сезона
| Год              | 1986 | 1987 | 1988 | 1989 | 1990 | 1991 | 1992 | 1993 | 1994 | 1995 |
| ---------------- | ---- | ---- | ---- | ---- | ---- | ---- | ---- | ---- | ---- | ---- |
| Одиночный разряд | 621  | 452  | 494  | 356  | 120  | 36   | 111  | 73   | 72   | 34   |
| Парный разряд    | 222  | 52   | 25   | 29   | 23   | 28   | 7    | 14   | 15   | 13   |

## Участие в финалах турниров Большого шлема за карьеру (3)

### Мужской парный разряд (2)
| Результат | Год  | Турнир                       | Партнёр     | Соперники в финале              | Счёт в финале        |
| --------- | ---- | ---------------------------- | ----------- | ------------------------------- | -------------------- |
| Победа    | 1989 | Открытый чемпионат Франции   | Джим Грабб  | Мансур Бахрами Эрик Виноградски | 6-4, 2-6, 6-4, 7-65  |
| Поражение | 1991 | Открытый чемпионат Австралии | Дэвид Уитон | Скотт Дэвис Дэвид Пейт          | 7-64, 6-78, 3-6, 5-7 |

### Смешанный парный разряд (1)
| Результат | Год  | Турнир                 | Партнёр         | Соперники в финале   | Счёт в финале |
| --------- | ---- | ---------------------- | --------------- | -------------------- | ------------- |
| Поражение | 1988 | Открытый чемпионат США | Элизабет Смайли | Яна Новотна Джим Пью | 5-7, 3-6      |

## Участие в финалах турниров Гран-при, WCT и АТР за карьеру (41)
| Легенда                     |
| --------------------------- |
| Большой шлем (2)            |
| Мастерс (1)                 |
| ATP Super 9 (6)             |
| ATP Championship Series (4) |
| ATP World (21)              |
| Гран-при (7)                |

### Одиночный разряд (4)
| Дата       | Турнир            | Покрытие | Соперник в финале | Счёт в финале |
| ---------- | ----------------- | -------- | ----------------- | ------------- |
| 9 янв 1995 | Сидней, Австралия | Хард     | Ричард Фромберг   | 6-2, 7-64     |

| Дата        | Турнир                 | Покрытие | Соперник в финале | Счёт в финале       |
| ----------- | ---------------------- | -------- | ----------------- | ------------------- |
| 25 фев 1991 | Чикаго, США            | Ковёр    | Джон Макинрой     | 6-3, 2-6, 4-6       |
| 10 янв 1994 | Окленд, Новая Зеландия | Хард     | Магнус Густафссон | 4-6, 0-6            |
| 26 сен 1994 | Базель, Швейцария      | Хард (i) | Уэйн Феррейра     | 6-4, 2-6, 6-77, 3-6 |

### Парный разряд (37)
| №   | Дата        | Турнир                            | Покрытие  | Партнёр          | Соперники в финале              | Счёт в финале       |
| --- | ----------- | --------------------------------- | --------- | ---------------- | ------------------------------- | ------------------- |
| 1.  | 6 фев 1984  | Ричмонд, США                      | Ковёр     | Джон Макинрой    | Стив Дентон Кевин Каррен        | 7-6, 6-2            |
| 2.  | 28 сен 1987 | Сан Франциско, США                | Ковёр     | Джим Грабб       | Гленн Лейендекер Тодд Уитскен   | 6-2, 0-6, 6-4       |
| 3.  | 29 мая 1989 | Открытый чемпионат Франции, Париж | Грунт     | Джим Грабб       | Мансур Бахрами Эрик Виноградски | 6-4, 2-6, 6-4, 7-65 |
| 4.  | 6 дек 1989  | Мастерс, Лондон, Великобритания   | Ковёр     | Джим Грабб       | Джон Фицджеральд Андерс Яррид   | 7-5, 7-64, 5-7, 6-3 |
| 5.  | 5 ноя 1990  | Уэмбли, Лондон                    | Ковёр     | Джим Грабб       | Рик Лич Джим Пью                | 7-6, 4-6, 6-3       |
| 6.  | 23 сен 1991 | Базель, Швейцария                 | Хард (i)  | Якоб Хласек      | Петр Корда Джон Макинрой        | 3-6, 7-6, 7-6       |
| 7.  | 27 апр 1992 | Мадрид, Испания                   | Грунт     | Патрик Гэлбрайт  | Франсиско Клавет Карлос Коста   | 6-3, 6-2            |
| 8.  | 5 окт 1992  | Australian Indoors, Сидней        | Хард (i)  | Джонатан Старк   | Джим Грабб Ричи Ренеберг        | 6-2, 6-3            |
| 9.  | 2 ноя 1992  | Париж, Франция                    | Ковёр (i) | Джон Макинрой    | Патрик Гэлбрайт Дани Виссер     | 6-4, 6-2            |
| 10. | 10 мая 1993 | Корал-Спрингз, Флорида, США       | Грунт     | Джонатан Старк   | Пол Аннакон Даг Флэк            | 6-4, 6-3            |
| 11. | 7 июн 1993  | Росмален, Нидерланды              | Трава     | Джонатан Старк   | Дэвид Адамс Андрей Ольховский   | 7-6, 1-6, 6-4       |
| 12. | 4 окт 1993  | Australian Indoors (2)            | Хард (i)  | Ричи Ренеберг    | Александр Мронц Ларс Реман      | 6-3, 7-5            |
| 13. | 10 янв 1994 | Окленд, Новая Зеландия            | Хард      | Джаред Палмер    | Патрик Гэлбрайт Грант Коннелл   | 6-2, 4-6, 6-4       |
| 14. | 26 сен 1994 | Базель (2)                        | Hard (i)  | Джаред Палмер    | Джон-Лаффни де Ягер Лен Бейл    | 6-3, 7-6            |
| 15. | 6 фев 1995  | Сан-Хосе, США (2)                 | Хард (i)  | Джим Грабб       | Алекс О'Брайен Сэндон Столл     | 3-6, 7-5, 6-0       |
| 16. | 2 окт 1995  | Куала-Лумпур, Малайзия            | Ковёр     | Марк Филиппуссис | Патрик Гэлбрайт Грант Коннелл   | 7-5, 6-4            |

| №   | Дата        | Турнир                                 | Покрытие | Партнёр        | Соперники в финале              | Счёт в финале        |
| --- | ----------- | -------------------------------------- | -------- | -------------- | ------------------------------- | -------------------- |
| 1.  | 18 июл 1988 | Скенектади, Нью-Йорк, США              | Хард     | Пол Аннакон    | Грег ван Эмбург Александр Мронц | 3-6, 7-6, 5-7        |
| 2.  | 15 авг 1988 | Цинциннати, США                        | Хард     | Джим Грабб     | Рик Лич Джим Пью                | 2-6, 4-6             |
| 3.  | 20 мар 1989 | Ки-Бискейн, Флорида, США               | Хард     | Джим Грабб     | Якоб Хласек Андерс Яррид        | 3-6, отказ           |
| 4.  | 10 апр 1989 | Рио-де-Жанейро, Бразилия               | Ковёр    | Тим Уилкисон   | Хорхе Лосано Тодд Уитскен       | 6-2, 4-6, 4-6        |
| 5.  | 24 июл 1989 | Вашингтон, США                         | Хард     | Джим Грабб     | Нил Броуд Гэри Мюллер           | 7-6, 6-7, 4-6        |
| 6.  | 5 мар 1990  | Индиан-Уэллз, Калифорния, США          | Хард     | Джим Грабб     | Борис Беккер Ги Форже           | 6-4, 4-6, 3-6        |
| 7.  | 11 июн 1990 | Росмален, Нидерланды                   | Трава    | Джим Грабб     | Михаэль Штих Якоб Хласек        | 6-7, 3-6             |
| 8.  | 14 янв 1991 | Открытый чемпионат Австралии, Мельбурн | Хард     | Дэвид Уитон    | Скотт Дэвис Дэвид Пейт          | 7-64, 6-78, 3-6, 5-7 |
| 9.  | 14 окт 1991 | Вена, Австрия                          | Ковёр    | Якоб Хласек    | Гэри Мюллер Андерс Яррид        | 4-6, 5-7             |
| 10. | 10 авг 1992 | Цинциннати (2)                         | Хард     | Джонатан Старк | Тодд Вудбридж Марк Вудфорд      | 3-6, 6-1, 3-6        |
| 11. | 17 авг 1992 | Нью-Хейвен, США                        | Хард     | Джаред Палмер  | Келли Джонс Рик Лич             | 6-7, 7-6, 2-6        |
| 12. | 28 сен 1992 | Брисбен, Австралия                     | Хард (i) | Джонатан Старк | Стив Девриз Дэвид Макферсон     | 4-6, 4-6             |
| 13. | 9 ноя 1992  | Антверпен, Бельгия                     | Ковёр    | Джаред Палмер  | Джон Фицджеральд Андерс Яррид   | 2-6, 2-6             |
| 14. | 1 фев 1993  | Сан-Франциско, США                     | Хард (i) | Джонатан Старк | Скотт Дэвис Якко Элтинг         | 1-6, 6-4, 5-7        |
| 15. | 12 мар 1993 | Майами, США (2)                        | Хард     | Джонатан Старк | Рихард Крайчек Ян Симеринк      | 7-6, 4-6, 6-7        |
| 16. | 14 апр 1994 | Открытый чемпионат Японии, Токио       | Хард     | Себастьен Ларо | Хенрик Хольм Андерс Яррид       | 6-7, 1-6             |
| 17. | 27 июл 1994 | Торонто, Канада                        | Хард     | Джаред Палмер  | Байрон Блэк Джонатан Старк      | 4-6, 4-6             |
| 18. | 3 окт 1994  | Тулуза, Франция                        | Хард (i) | Джаред Палмер  | Даниэль Вацек Менно Остинг      | 6-7, 7-6, 3-6        |
| 19. | 13 мар 1995 | Майами (3)                             | Хард     | Джим Грабб     | Тодд Вудбридж Марк Вудфорд      | 3-6, 6-7             |
| 20. | 9 окт 1995  | Tokyo Indoor, Япония                   | Ковёр    | Якоб Хласек    | Паул Хархёйс Якко Элтинг        | 6-7, 4-6             |
| 21. | 8 янв 1996  | Сидней, Австралия                      | Хард     | Сэндон Столл   | Ян Симеринк Эллис Феррейра      | 7-5, 4-6, 1-6        |

## Участие в финалах командных турниров (1)
| Результат | Год  | Турнир                  | Команда                                           | Соперники в финале                      | Счёт в финале |
| --------- | ---- | ----------------------- | ------------------------------------------------- | --------------------------------------- | ------------- |
| Победа    | 1993 | Кубок мира, Дюссельдорф | США П. Макинрой, Р. Ренеберг, П. Сампрас, М. Чанг | Германия П. Кюнен, К.-У. Штееб, М. Штих | 3-0           |

## Дальнейшая карьера

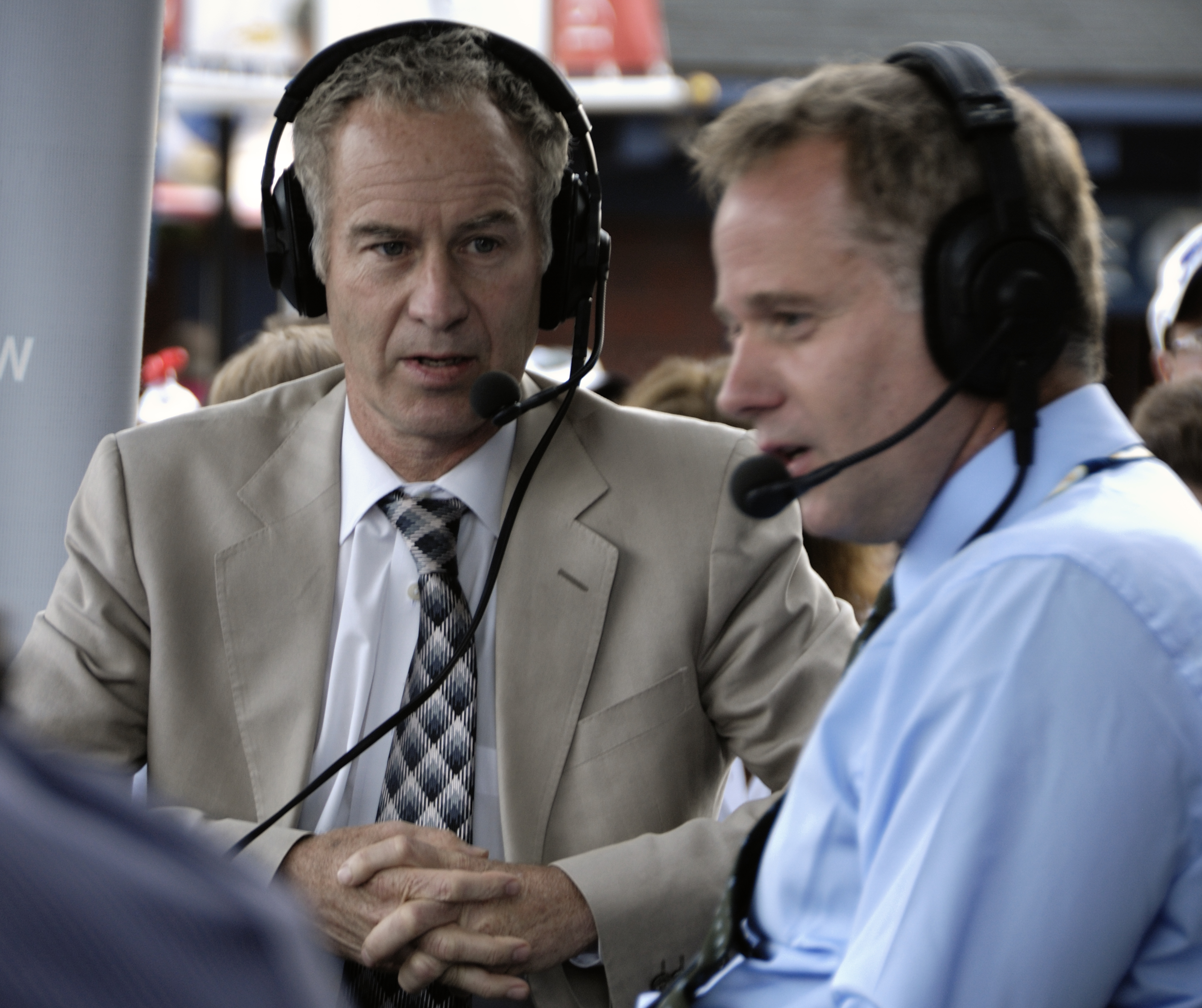
Джон и Патрик (справа) Макинрои комментируют Открытый чемпионат США, 2009 год

Уже в 1995 году, ещё во время выступлений, Патрик Макинрой начал сотрудничать с компанией ESPN в качестве спортивного журналиста. Начиная с 1997 года он работает в этой компании на постоянной основе. В 1996—2000 годах он также сотрудничал с каналом CBS Sports как спортивный комментатор, в первую очередь освещая Открытый чемпионат США по теннису.
В конце 2000 года Макинрой был назначен капитаном сборной США в Кубке Дэвиса, сменив в этом качестве старшего брата Джона. Он стал 38-м капитаном сборной и оставался на этом посту почти десять лет — дольше, чем любой из его предшественников, уволившись только в сентябре 2010 года. За время пребывания на посту капитана сборной он один раз, в 2007 году, сумел привести сборную к победе в Кубке Дэвиса. Этот титул стал первым для сборной США с 1995 года и был завоёван составом, который Макинрой не менял с 2005 по 2008 год в течение десяти матчей подряд — Энди Роддик, Джеймс Блейк, Боб и Майк Брайаны. В 2004 году он также тренировал мужскую сборную США перед Олимпиадой в Афинах. В апреле 2008 года он был назначен на новую должность генерального менеджера Ассоциации тенниса Соединённых Штатов (USTA) по воспитанию элитных игроков. В его обязанности входит контроль за развитием способностей теннисистов-юниоров и начинающих профессионалов, он курирует теннисные центры USTA во Флориде и Калифорнии.
Патрик Макинрой женат с 1998 года. От жены Мелиссы у него три дочери — Виктория-Пенни, Джульет-Беатрис и Диана-Кэтрин.